# Séisme de 1984 à Otaki

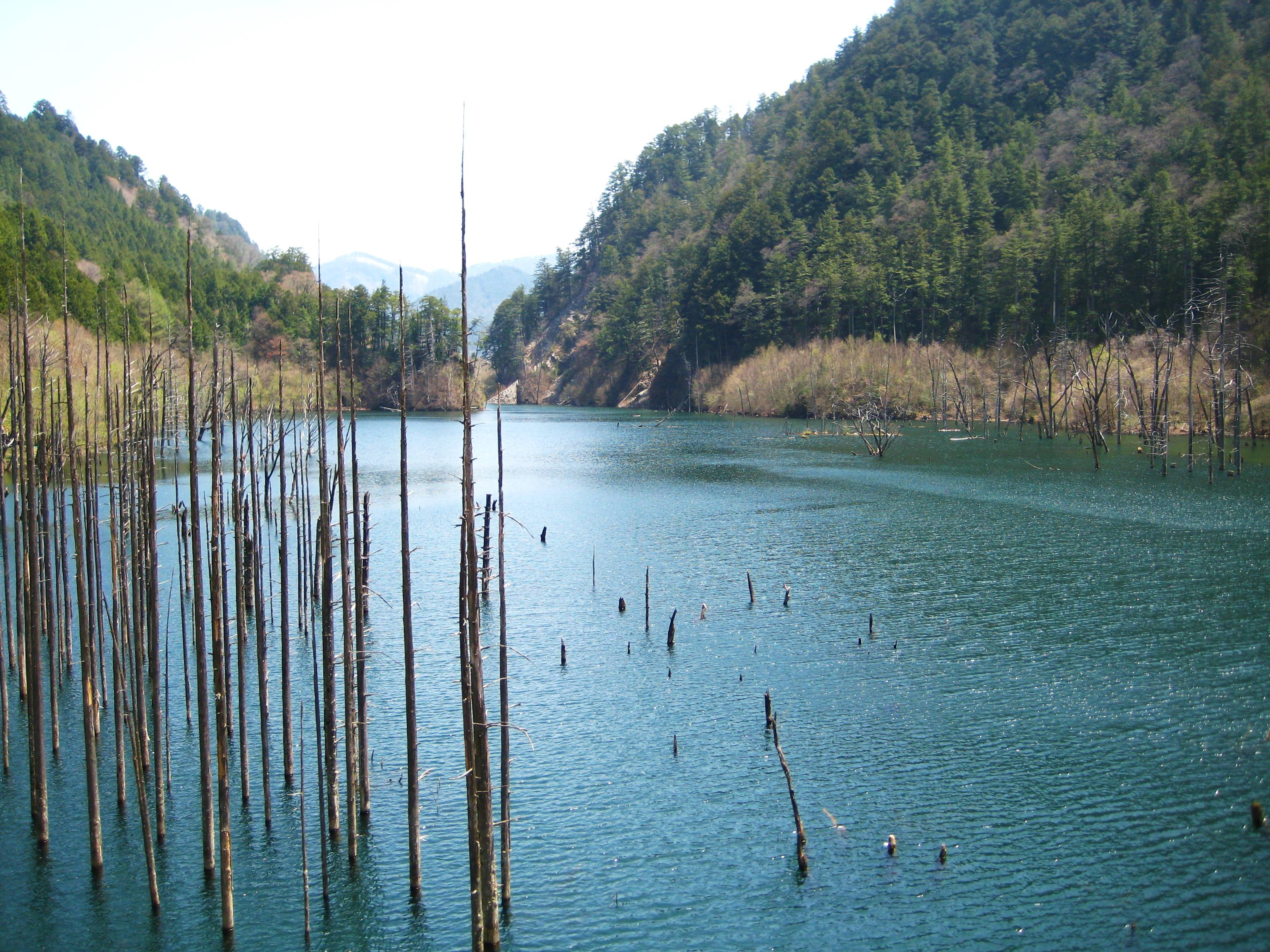
Le lac Shizenko a été formé par un glissement de terrain durant le séisme.

Le séisme de 1984 à Ōtaki a frappé la préfecture de Nagano, au Japon, le 14 septembre 1984, à 8h48 heure locale (13 septembre 1984, à 23h48 UTC). Ce séisme, d'une magnitude de Ms 6.3, a provoqué des glissements de terrain dans la ville d'Otaki,. Au moins 29 personnes ont été retrouvées mortes ou présumées disparues, faisant de ce séisme le plus dévastateur de 1984.